# Оризонт
«Оризо́нт» (рум. Orizont) — молдавский советский вокально-инструментальный ансамбль. Был создан при Молдавской государственной филармонии в Кишинёве композитором Олегом Мильштейном в 1976 году.
Победитель Всесоюзного телевизионного конкурса «С песней по жизни» (1978), неоднократный лауреат фестиваля Песня года", неоднократный участник Новогодних голубых огоньков, Утренней почты.
Хиты «С песней по жизни», «Калина», «А любовь жива», «Здравствуй, Олимпиада!», «Амор, амор».

## История
Ансамбль был создан при Молдавской государственной филармонии в Кишинёве композитором Олегом Мильштейном в 1976 году.

### Название и состав
«Оризонт» в переводе с молдавского — «Горизонт».
Изначальный состав насчитывал шестнадцать человек. В состав подбирались только музыканты-профессионалы — с высшим и средним музыкальным образованием.
В первый состав ансамбля вошли: Татьяна Грекул, Леонид Рабинович, Татьяна Васильева, Илья Раду-Райзман (скрипичная группа); Аркадий Лысенко, Владимир Письменный, Эрик Маянов, Александр Слободской, Валерий Савич, Григорий Михайлов (духовая группа); Ливиу Штирбу, Ян Лемперт, Евгений Подакин, Александр Оприца (ритм-секция); Александр Носков, Нина Круликовская, Дмитрий Смокин, Светлана Рубинина, Штефан Петраке (вокалисты); Ян Берман (звукорежиссёр). Со временем состав изменялся, однако основная группа работала на протяжении долгих лет вплоть до закрытия коллектива.

### Молдавская филармония (1976—1982)
Ансамбль «Оризонт» начал свой творческий путь в Молдавской государственной филармонии в 1976 году. Основателем коллектива стал выпускник Кишиневской Государственной консерватории, дирижёр и композитор Олег Сергеевич Мильштейн.
«Оризонт» сочетал блюз, джаз, соул, фанк и рок, став первым в стиле советский фьюжн, за что его сравнивали с западной группой Earth, Wind & Fire как по стилю, так и по большому количеству участников.

#### Начало творческого пути
Первые концерты ансамбля «Оризонт» состоялись 1—10 марта 1977 года и были приурочены к ежегодному музыкальному фестивалю искусств «Мэрцишор», проводимому в Молдавии.
Ансамбль начинают приглашать для выступления в музыкальных программах Центрального телевидения и Всесоюзного радио. Он обращает на себя внимание «Союзконцерта» и «Госконцерта», которые впоследствии начали с ним активное сотрудничество. Состоялась совместная гастрольная поездка по СССР ансамбля «Оризонт» и популярной в то время чешской певицы Гелены Лоубаловой (Helena Loubalova).

#### «С песней по жизни» и известность
Широкую известность ансамбль получил в 1978 году, после победы на Всесоюзном телевизионном конкурсе «С песней по жизни».
Вскоре после конкурса в ансамбль «Оризонт» вливаются новые исполнители — Николай Каражия, Сергей Бурцев, Олег Балтага (ритм-секция); Алексей Сальников, Григорий Михайлов (духовая группа); Василий Ротарь, Лариса Гелага, Евгений Ротару (вокалисты).
В завершении московских концертов «Оризонту» поступила просьба от поэта Роберта Ивановича Рождественского принять участие в его юбилейном творческом вечере в Колонном зале Дома Союзов. Переговоры с Министерством культуры Молдавии, с секретарем по культуре ЦК Компартии Молдавии П. П. Петриком, не принесли успеха. Разрешение смог получить сам Роберт Иванович Рождественский, позвонив лично Первому секретарю ЦК Компартии Молдавии Бодюлу.

#### Участие в фестивалях
Ансамбль участвует в самых престижных Всесоюзных песенных фестивалях: «Золотой колос» в Алма-Ате, «Майские звезды» в Москве, «Паланга-78», Песня-78, Песня-79, Песня-90. «Весна Ала-Тоо» во Фрунзе, «Музыкальная осень» в Белоруссии, «Музыкальная осень» на Ставрополье, «Зори Кавказа» в Грозном и других.
Ансамбль выпускает свой первый диск-гигант на фирме «Мелодия». Творческое объединение «Экран» Центрального телевидения снимает фильм-концерт под названием: Молдавский вокально-инструментальный ансамбль «Оризонт» (режиссёр Феликс Слидовкер).
На Всесоюзном песенном фестивале Песня года коллектив получает звание Лауреата:
- Песни −78 с песней «Калина» (М. Новикас — Ю. Кобрин), которая вскоре становится визитной карточкой ансамбля[3]
- Песни-79 с песнями «А любовь жива» (А. Бабаджанян — А. Монастырев, О. Писаржевская) и «Я пою о любви» (К. Руснак — Ефим Криммерман)
- Песни-90 с песней Амор-Амор (Олег Мильштейн, Семён Гимглоу).

#### «Молдавские эскизы»
В 1978 году Творческое объединение «Экран» Центрального телевидения СССР сняло фильм-концерт под названием — «Молдавские эскизы» (режиссёр — Юрий Сааков). Фильм был продан Центральным телевидением в 13 стран мира.

### Ставропольская филармония (1982—1989)
В 1982 году коллектив начинает работу в Ставропольской краевой филармонии. Годы работы в Ставрополе — «золотой век» в биографии «Оризонта». Сразу по приезде в Ставрополь руководитель ансамбля был незамедлительно приглашен на беседу к Первому секретарю областного крайкома партии Мураховскому Всеволоду Серафимовичу. Через два месяца после прихода в Ставропольскую филармонию ансамбль «Оризонт» проводит серию аншлаговых концертов, с 1 по 6 июня в Москве, во Дворце спорта «Дружба» Центрального стадиона им. Ленина.
В этот же период (1982) творческое Объединение «Экран» снимает фильм-концерт ансамбля «Оризонт» на пароходе по Москва-реке.
Фирма «Мелодия» выпускает очередной диск-гигант ансамбля «Оризонт» под названием «Мой светлый мир», который получает признание слушателей.
Заслуженный деятель искусств РСФСР, композитор Юрий Саульский в журнале «Кругозор» № 4 за 1983 год написал:
Все участники ансамбля „Оризонт“ имеют высшее или среднее музыкальное образование, прекрасно владеют инструментами. Именно это дает возможность добиться четкого ансамблевого звучания, мастерства и культуры исполнения. Его творчество знают и любят не только у нас в стране, но и далеко за её пределами. „Оризонт“ — один из признанных лидеров своего жанра».
В газете «Советская культура» от 9 августа 1984 года в статье «Как рождаются песни» Народный артист СССР, композитор Евгений Дога написал о потере ансамбля для Молдавии.

### Программа «Мелодии друзей»
Ансамбль посылают представлять Советский Союз, совместно с певцами Аллой Пугачевой и Яаком Йоалой, на первую совместную телевизионную программу телевидения ГДР «Мелодии друзей». Песня Олега Мильштейна, написанная на слова немецкого поэта Ганса Мескентина «Когда звучат инструменты» специально для этой программы, стала популярной в Германии.
Участие в популярной программе «Мелодии друзей», которая была международной, но с участием лучших артистов СССР, было почётным и ответственным.
Вскоре ансамбль «Оризонт» получает приглашение принять участие в популярной программе телевидения ГДР «Пёстрый котёл» вместе с немецкими ансамблями: «Карат», «Пудис» и другими. В разных программах ансамбль работает совместно с мировыми звездами: Чеслав Немен (Польша), Мирей Матье (Франция), Хелена Вондрачкова, Иржи Корн, Карел Готт (Чехословакия), Хулио Иглесиас (Испания), Рафаэлла Карра (Италия) и многими другими.
Концерты программы «Мелодии друзей» проходили во Дворцах спорта, вмещающих большое количество зрителей. Программу готовила известный музыковед отечественной эстрады, главный режиссёр репертуарно-художественной коллегии Госконцерта СССР — Валентина Александровна Терская. В этой программе участвовали такие звезды, как: Карел Готт, Лили Иванова, Марыля Родович, Радмила Караклаич, Джордже Марьянович, Бисер Киров и многие другие.
Ансамбль «Оризонт» дважды участвовал в программе «Мелодии друзей» от Советского Союза и сольно, и как аккомпаниаторы, будучи единственным коллективом, которому доверяли работать с зарубежными звездами.
Для одной из программ модельер Вячеслав Зайцев разработал и нарисовал эскизы концертных костюмов, которые б ыли сшиты в его московском Доме моды на Кузнецком мосту.
Концерты в ЦГКЗ «Россия» режиссировала Любовь Гречишникова, а постановщиком программ «Мелодии друзей» был Валерий Жак. Балетмейстер Борис Эйфман ставил для коллектива хореографические элементы в различных номерах концертных программ.

### Репертур
Весомую часть репертуара занимали песни руководителя ансамбля «Оризонт» композитора Олега Мильштейна. Песни: «Апрель» на стихи Андрея Дементьева, «Мотылек» на стихи Анатолия Монастырева и Ольги Писаржевской, «Монолог» на стихи Штефана Петраке, «Пятая парта» на стихи Игоря Лазаревского, «Листопад» на стихи Игоря Шаферана, «Во имя любви» на стихи Михаила Танича, «Душа цыгана» на стихи Ефима Криммермана, «Любви волшебный свет» на стихи Владимира Дюкова, «Все в порядке, мама» на стихи Михаила Пляцковского, «Трепетный огонь» на стихи Александра Жигарева, «Амор, амор» на стихи Семиона Гимпу, «Возвращение» на стихи Андрея Вартика, «Здравствуй, Олимпиада!» на стихи Роберта Рождественского и многие, многие другие, всегда выражали широкую гамму эмоций и чувств. Мягкость, теплый лиризм его песен всегда находили отклик в зрительном зале. В своем песенном творчестве Олег Мильштейн сотрудничает с самыми лучшими поэтами страны. Его песням свойственна четкость, импульсивность, насыщенность песенного начала, акварельность красок и изящество. Музыкальные аранжировки, которые он сам всегда делал к своим песням, и его обработки других произведений, опережали своё время и оттого особенно ценились в музыкальной среде профессионалов. Для ансамбля «Оризонт» также специально писали самые известные советские композиторы, такие как: Арно Бабаджанян, Константин Петросян, Оскар Фельцман, Микас Новикас, Евгений Дога, Александра Пахмутова, Тихон Хренников и многие другие.

### «Времена года»
«Оризонт» стал участником телевизионного проекта Центрального телевидения «Времена года» (режиссёр Лариса Григорьевна Маслюк). В цикле «Осень» была снята песня Олега Мильштейна на стихи Ливиу Деляну «Как мне быть».
Продолжается участие ансамбля «Оризонт» во Всесоюзных фестивалях искусств: «Киевская весна» (1983), «Ташкентская золотая осень» (1985), «Музыкальная осень Ставрополья» (1986), «Белорусская музыкальная осень» (1988 ), «Буковинская весна» (1990).
По направлению Союзконцерта ансамбль «Оризонт» отправляется в рамках Всесоюзного абонемента «Мастера искусств — труженикам Байконура» с большой концертной программой на космодром Байконур (1988).
С успехом прошли гастроли ансамбля в Польше (трижды), Германской Демократической республике (четырежды), Венгрии, Югославии (дважды), Монголии, Болгарии (дважды), Афганистане, Африке (в 12 странах, дважды), Швеции, Вьетнаме, Сирии, Италии.
Статьи об ансамбле «Оризонт» написали музыковеды: Валентина Терская, Аркадий Петров, Евгений Эпштейн.

### Закат (1989—1994)
Появление многочисленных новых поп-групп (Ласковый май, Мираж, Комбинация и другие) и новых солистов показало, что начали меняться музыкальные предпочтения и ценности.
Владимир Ковалев и вокалист Анатолий Киреев уходят во «Фристайл», тогда ещё — «Высший пилотаж», а позже уезжают в Америку.
Клавишник Юрий Кузнецов уходит в коллектив Валентины Легкоступовой, а позже уезжает с семьей в Канаду. Скрипичная группа ансамбля «Оризонт» полностью распадается. Татьяна Грекул и её муж, тоже скрипач ансамбля, Геннадий Мельник решают заняться семьёй. Солист-скрипач Илья Райзман-Раду вместе с семьей уезжает на постоянное место жительства в Америку. Леонид Рабинович уезжает с семьёй в Израиль. Клавишник Михаил Ионис — в Германию. Олег Мильштейн набирает новых участников, пришли Александр Хиоара (вокал), Андрей Чернявский (клавишные), Эдуард Кремень (гитара), Леонид Бешлей (саксофон), Юрий Богинский и Виорел Гыскэ (ударные). Оставались в коллективе бас-гитарист и вокалист Николай Каражия, трубач Алексей Сальников, программист Георгий Герман и вся техническая группа. Однако характерный стиль ансамбля под руководством Олега Мильштейна сохранялся. Фирма «Мелодия» даже выпускает новый диск-гигант ансамбля «Кто виноват» (1991).

## Дискография
В дискографии ансамбля четыре диска-гиганта, восемь дисков-миньонов и четыре компакт-диска:
- 1978 — Оризонт
- 1982 — Мой светлый мир
- 1983 — Настроение
- 1991 — Кто виноват?
- 2004 — А любовь жива